# Сан-Мауро-ді-Саліне
Сан-Мауро-ді-Саліне (італ. San Mauro di Saline, вен. San Mauro de Sałine) — муніципалітет в Італії, у регіоні Венето,  провінція Верона.
Сан-Мауро-ді-Саліне розташований на відстані близько 430 км на північ від Рима, 100 км на захід від Венеції, 18 км на північний схід від Верони.
Населення — 577 осіб (2014).
Щорічний фестиваль відбувається 21 листопада. Покровитель — San Mauro.

## Демографія
Населення за роками:

Станом на 1 січня 2023 року в муніципалітеті офіційно проживали 23 іноземці з 7 країн, серед них 15 громадян країн Євросоюзу.

## Сусідні муніципалітети
- Бадія-Калавена
- Ровере-Веронезе
- Треньяго
- Вело-Веронезе
- Верона